# Schloss Ritzebüttel

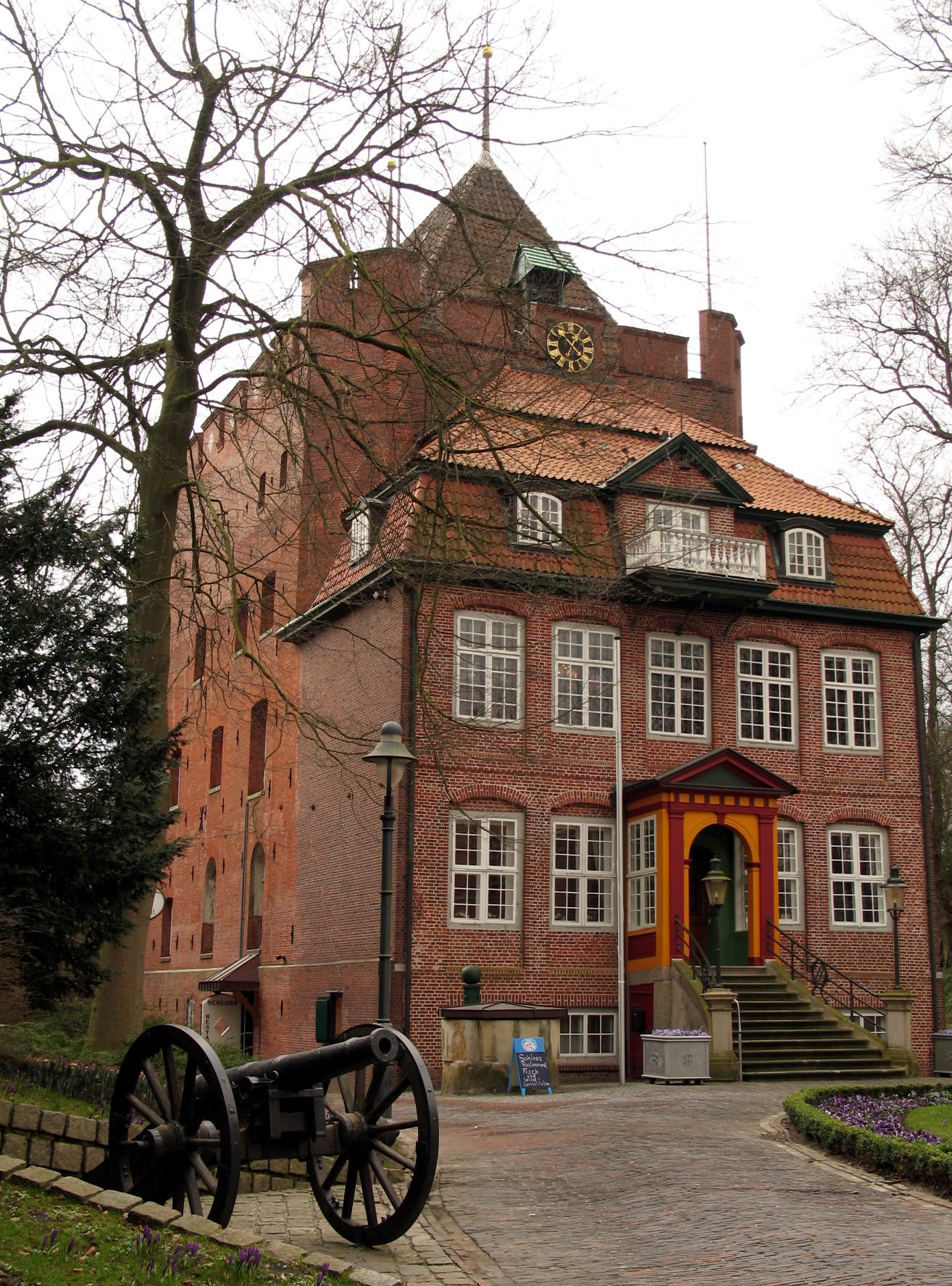
Blick auf den barocken Eingangsbau mit dem alten Wehr- und Wohnturm dahinter

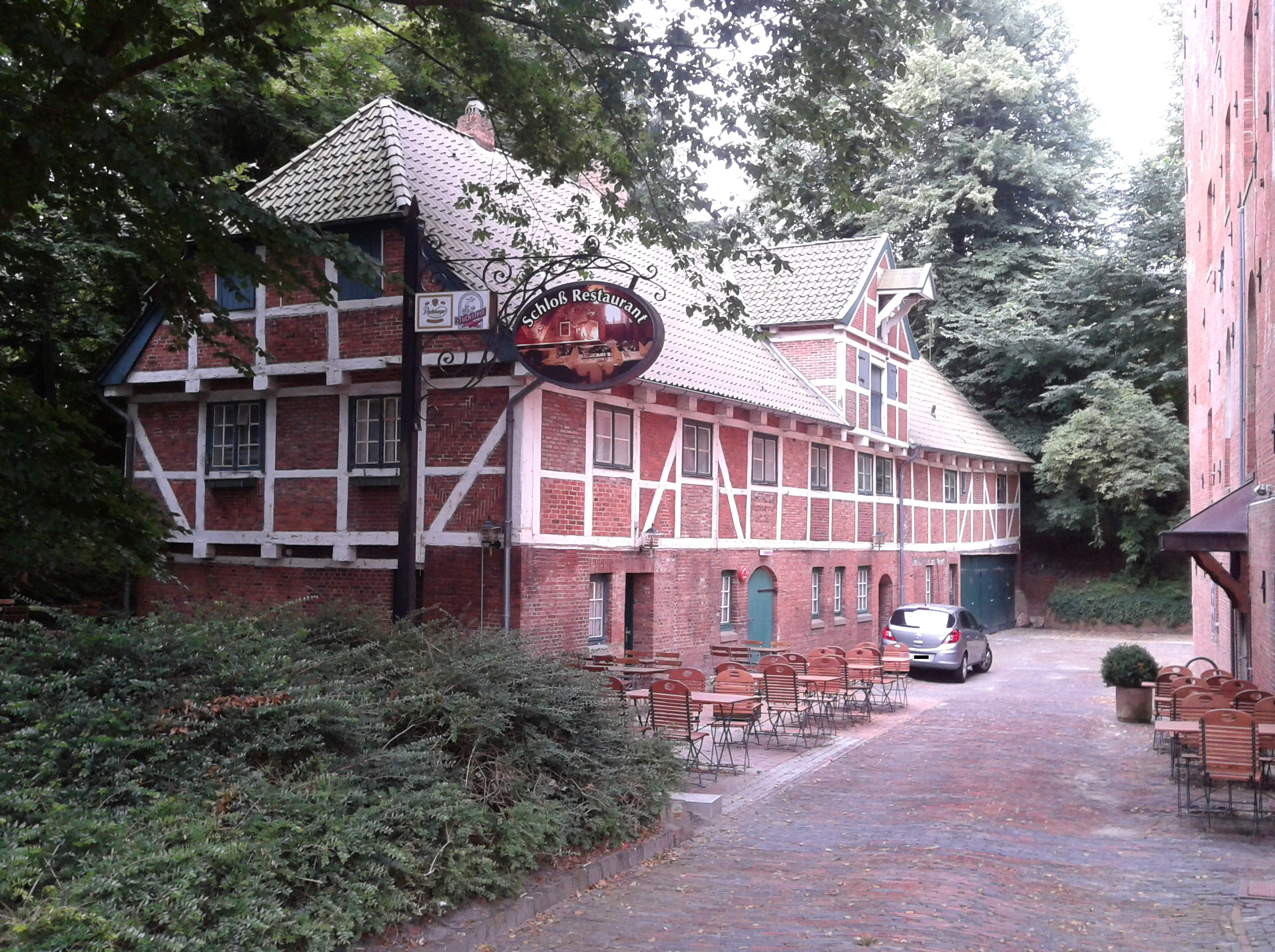
Marstall heute Restaurant am Schloss

Das Schloss Ritzebüttel in Cuxhaven war der Wohnsitz der Hamburger Amtmänner während der Zeit der Zugehörigkeit Ritzebüttels zu Hamburg. Das Schloss, das zum Teil noch aus dem 14. Jahrhundert stammt, gehört zu den ältesten erhaltenen Profanbauten der Norddeutschen Backsteingotik in der Region und ist heute für Besucher zugänglich.

## Geschichte des Schlosses

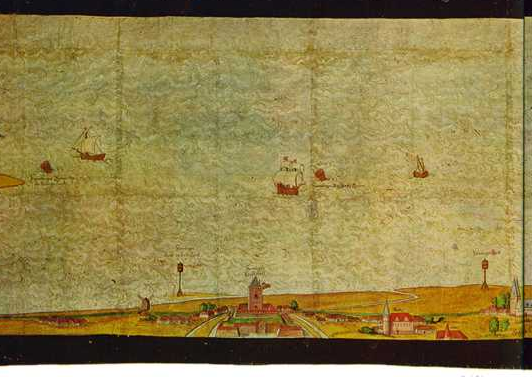
Schloss Ritzebüttel auf der Elbkarte des Melchior Lorichs von 1567

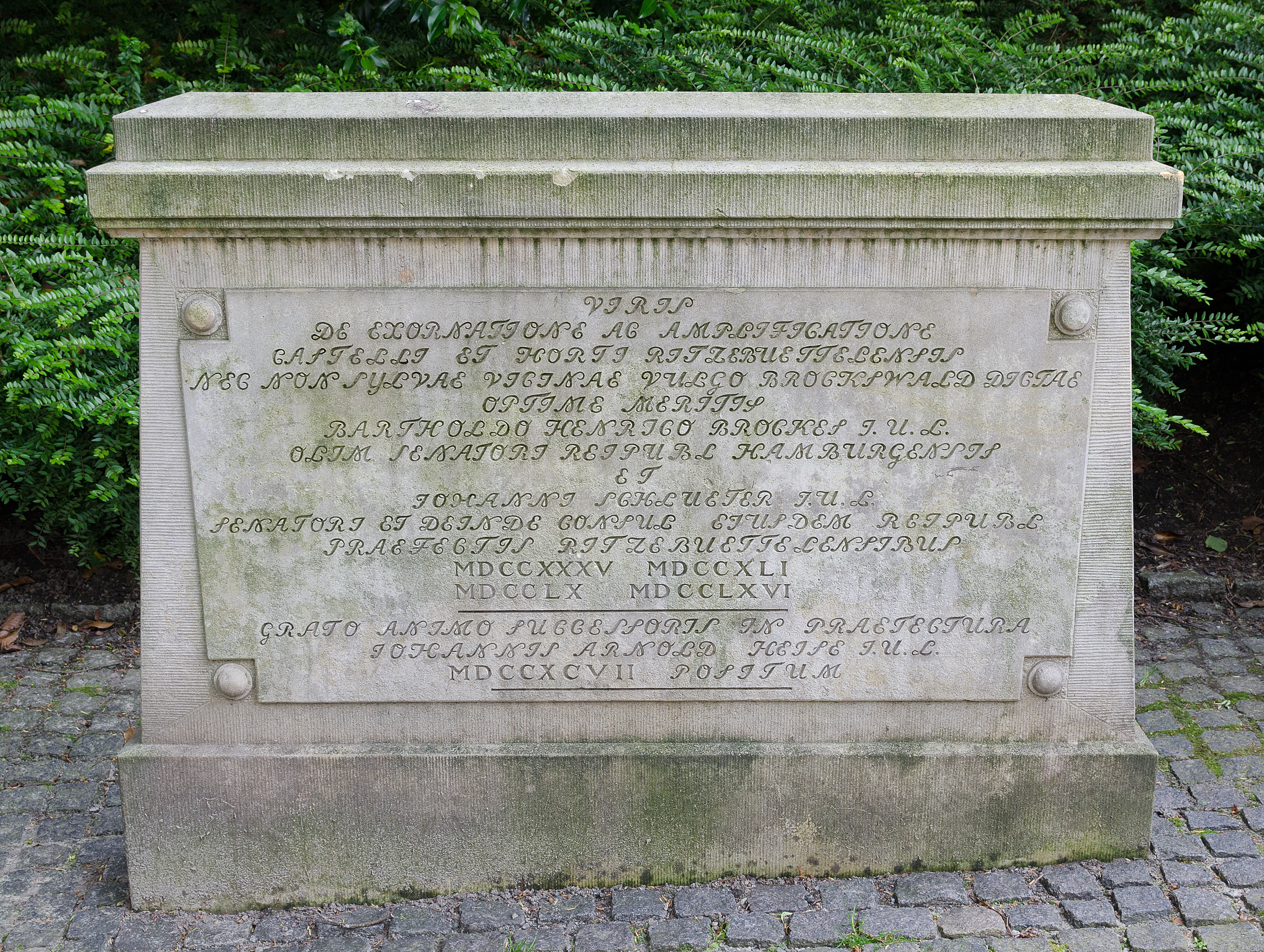
Auf einem Gedenkstein im Schlossgarten wird dem früheren Hamburger Senator Barthold Heinrich Brockes und seinen Nachfolgern für die Verschönerung des Schlosses gedankt.

Das Schloss gründet sich auf einen um 1340 für die Lehnsherren von Sachsen-Lauenburg errichteten Wohnturm. Der Bau folgte nur 30 Jahre auf die Errichtung des äußerlich sehr ähnlichen Turms auf der Hamburger Insel Neuwerk. Nach Streitigkeiten mit der Stadt Hamburg und einer anschließenden Belagerung durch die Hansestadt 1393 ging die Burg am 31. Juli 1394 von den Lappes in den Besitz Hamburgs über. Da von Ritzebüttel aus eine Kontrolle der Unterelbe gut möglich war und zu der Wehranlage auch größere Ländereien gehörten, war der Ort für Hamburg ein wertvoller Besitz. Die Stadt besaß so außerdem Zugang zu einem Winternothafen und konnte von hier schneller gegen die Seeräuber der Nordsee agieren.
Die Amtmänner waren größtenteils Hamburger Senatoren, zu ihnen gehörte unter anderem auch der Schriftsteller und Dichter Barthold Heinrich Brockes sowie der Advokat Amandus Augustus Abendroth. Die Amtmänner residierten über 500 Jahre in dem von der Burg zum Schloss umgestalteten Anlage. Sie waren mit umfangreichen Befugnissen ausgestattet, die sich auch in einer ansehnlichen Ausstattung des Schlosses wieder fanden. Trotzdem war das Amt in Ritzebüttel bei den Hamburger Amtmännern nicht sonderlich beliebt, bedeutete es doch, tief in der Provinz und knapp drei Tagesreisen von den Annehmlichkeiten Hamburgs entfernt seine Pflichten zu erfüllen. 1864 wurden die Justiz und die Verwaltung des Amtes getrennt, und die Hamburger Amtmänner verloren einen Großteil ihres Einflusses. 1937 schließlich wurde Cuxhaven im Zuge des Groß-Hamburg-Gesetzes gegen Altona, Harburg-Wilhelmsburg und Wandsbek an Preußen getauscht, und das Schloss verlor endgültig seine politische Bedeutung.
Bis 1981 wurde das Gebäude für unterschiedliche Zwecke genutzt. Das Schloss war zu diesem Zeitpunkt in einem schlechten Zustand und stark sanierungsbedürftig. Die Sanierungsarbeiten, die sich aus Geldmangel immer wieder verzögerten, dauerten bis 1996. Das Schloss wurde mit einem neuen Nutzungskonzept der Öffentlichkeit übergeben und beherbergt heute unter anderem ein Restaurant, Ausstellungsräume und ein Trauzimmer. Alle Räume können besichtigt werden. Auch werden auf dem Schlossgelände verschiedene Märkte ausgerichtet.

## Baulichkeiten

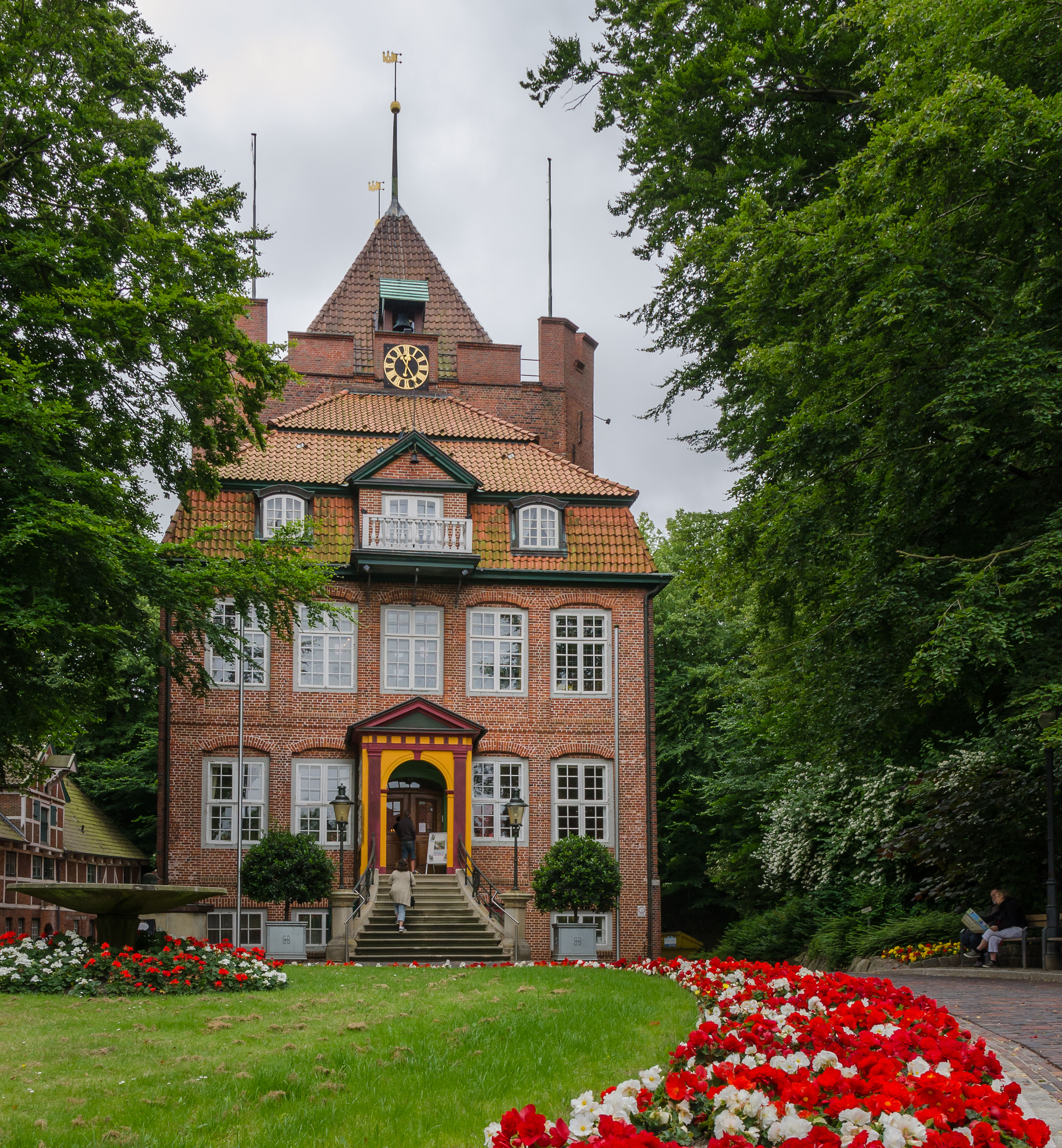
Schloss Ritzebüttel

### Schloss
Die spätmittelalterliche Burg bestand ursprünglich aus einem mächtigen, von Wällen und Wassergräben umgebenen Wehr- und Wohnturm mit rechteckigem Grundriss und entsprach damit dem Typus einer Turmburg. Dieser Turm bildet noch heute den Kern der vollständig aus Backstein erbauten Anlage. Während der Zeit der Übernahme durch Hamburg wurden die Verteidigungsanlagen verstärkt, indem die Mauern auf eine Dicke von drei Metern erweitert und der Turm auf 21 Meter erhöht wurde, der Dachstuhl maß noch einmal zusätzliche neun Meter. Der von großen Zinnen bekrönte Turm ist im Äußeren seit seiner Erbauungszeit weitgehend unverändert.
Im 17. Jahrhundert wurde dem Turm an der Vorderseite ein Anbau aus Fachwerk vorgesetzt, der mit seinen drei Türmchen und einem großen Eingangstor das Hamburger Stadtwappen zitierte. Dieses Portalgebäude wurde im 18. Jahrhundert wieder abgetragen und durch den bis heute erhaltenen, fünfachsigen barocken Vorbau ersetzt. Die Verteidigungsanlagen des Schlosses wurden im Laufe der Jahrhunderte weitgehend abgebrochen und sind heute nur als Fragmente im Schlossgarten zu erkennen.
Im Schloss befinden sich Ausstattungsmerkmale und Baudetails aus fast 600 Jahren Kunstgeschichte. Im Inneren des Wehrturms findet sich noch das ursprüngliche, gotische Backsteingewölbe der ersten Bauphase. Weiter erhalten sind neben den Festsälen im zweiten und im dritten Stockwerk die Wohnräume der Amtmänner mit einer Ausstattung aus der Zeit um 1900.

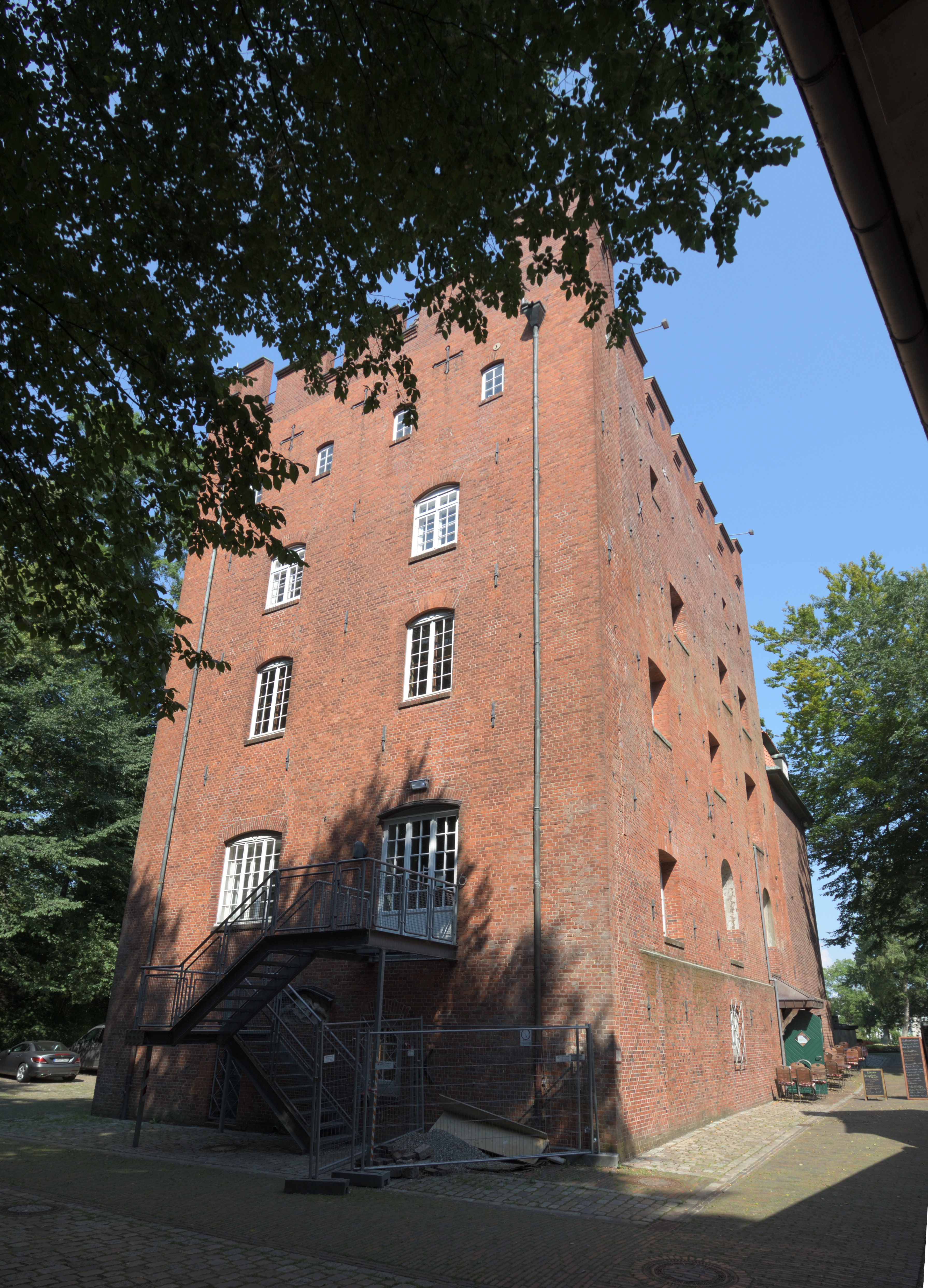
Süd- und Ostfassade der Burg
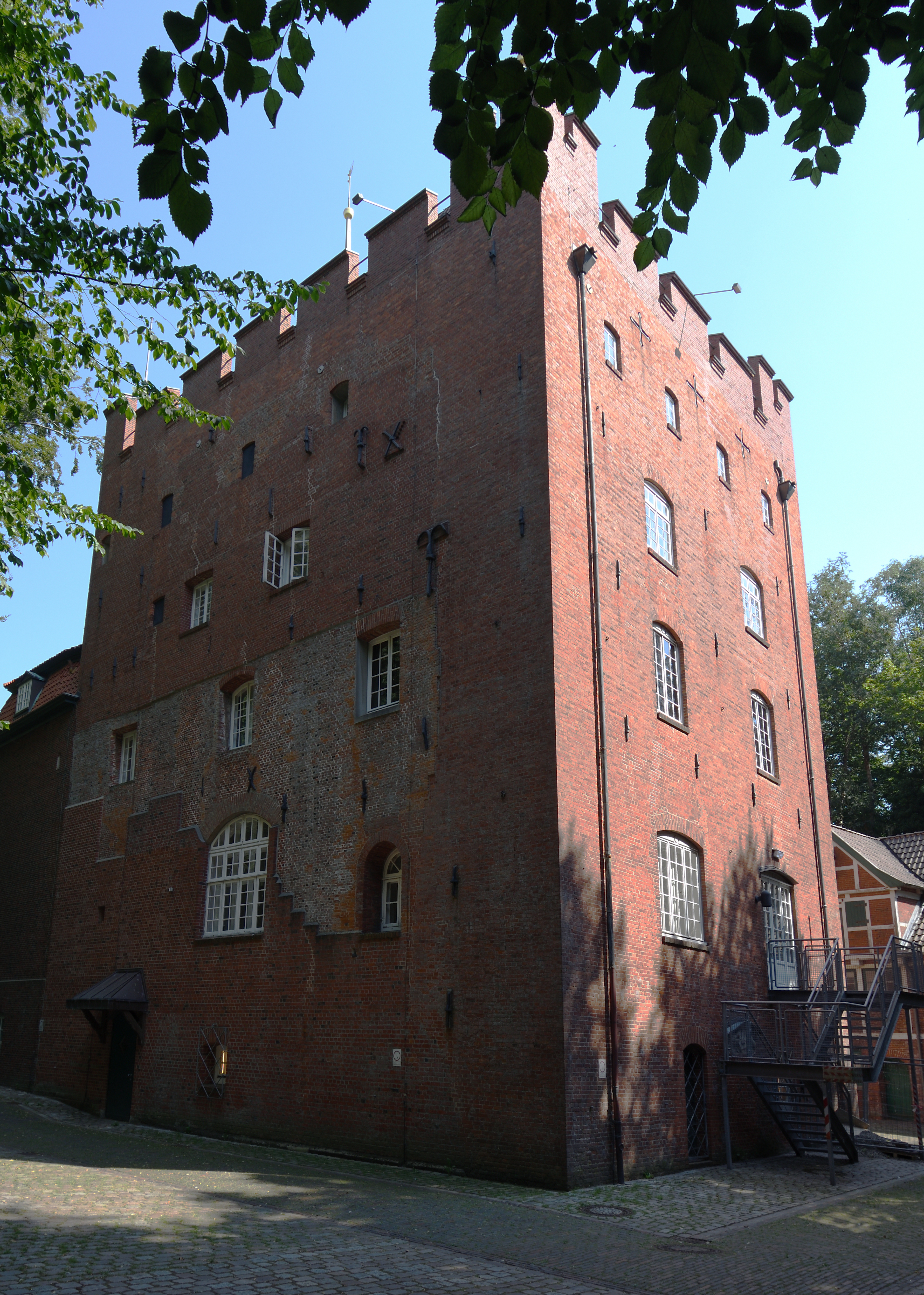
West- und Südfassade der Burg
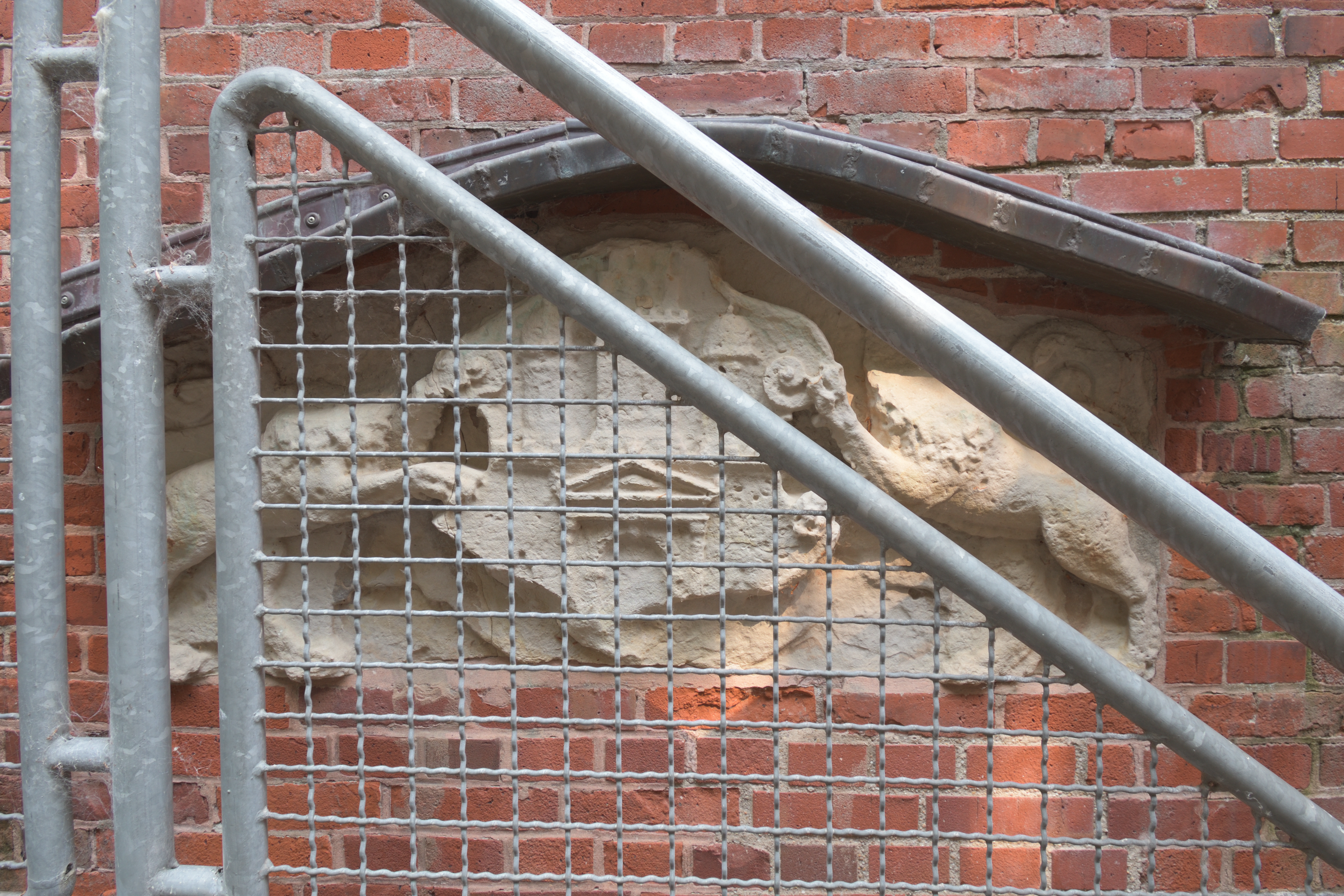
Südfassade: Feuerleiter vor Hamburger Wappenrelief

### Marstall
Der Matstalle westlich vom Amthaus wurde 1821 als Marstall und Wirtschaftsgebäude gebaut und dient heute als Restaurant.

### Schweizerhaus im Schlosspark

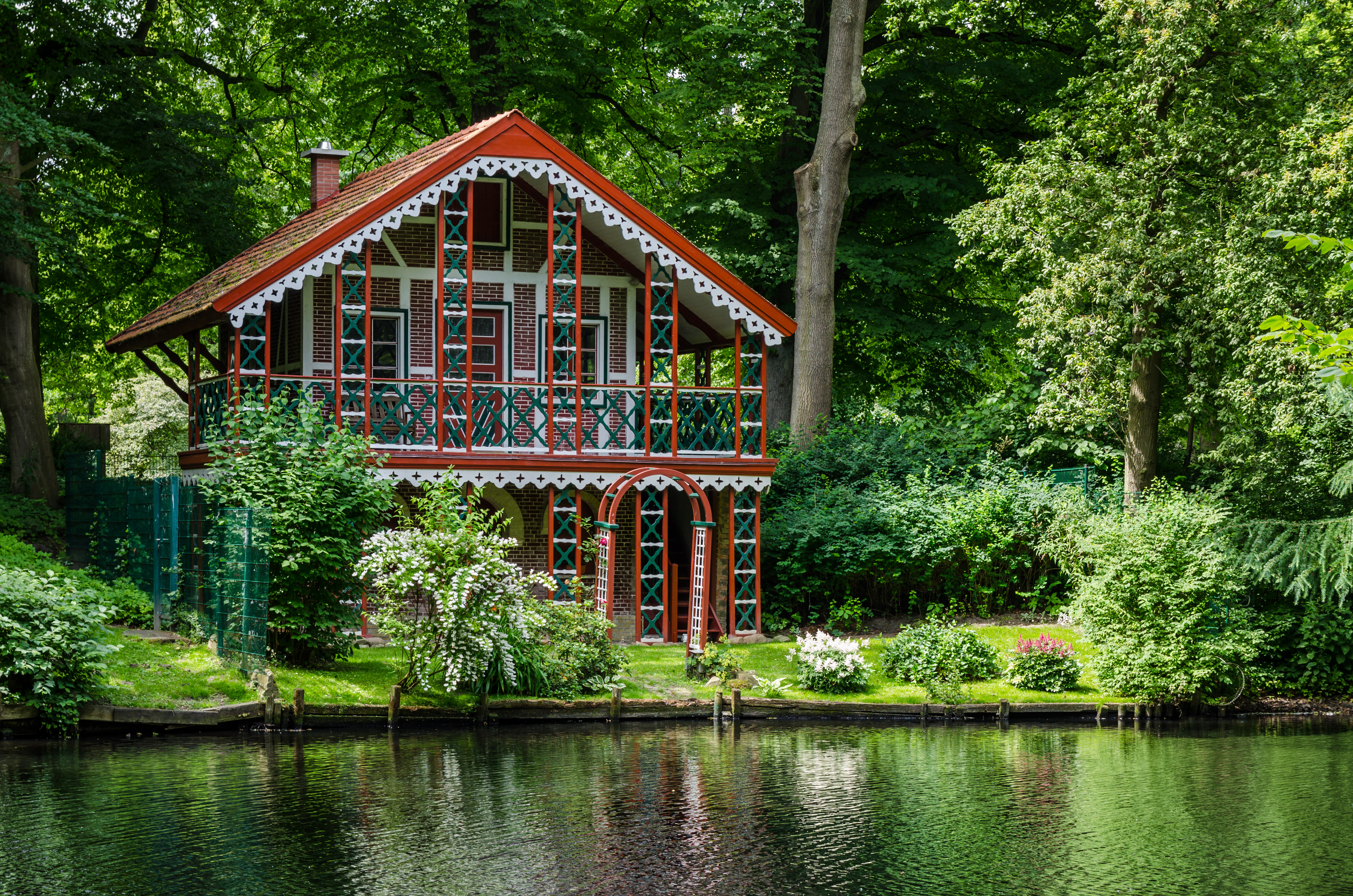
Schweizerhaus 2013

1847 wurde im Schweizerstil das Schweizerhaus als Teehaus in der Gartenanlage des Schlosses Ritzebüttel im Auftrag des damaligen Amtmanns Sthamer gebaut. Die Stilrichtung dieses Schweizerhauses findet sich auch in einigen Tee- und Gartenhäusern anderen Anlagen der damaligen Zeit wieder. Das Haus liegt auf der Mitte des Parkweges, der um das Schloss sowie die Wassergrabenanlage führt. Durch die spätere Errichtung einer Freilichtbühne direkt neben dem Haus wurde dessen Bedeutung noch unterstrichen, weil beide Einrichtungen zeitweise zusammen genutzt wurden.

### Gärtnerhaus
Das Gärtnerhaus Schloss Ritzebüttel wurde 1821 als Offiziershaus gebaut und später als Gärtnerhaus genutzt.

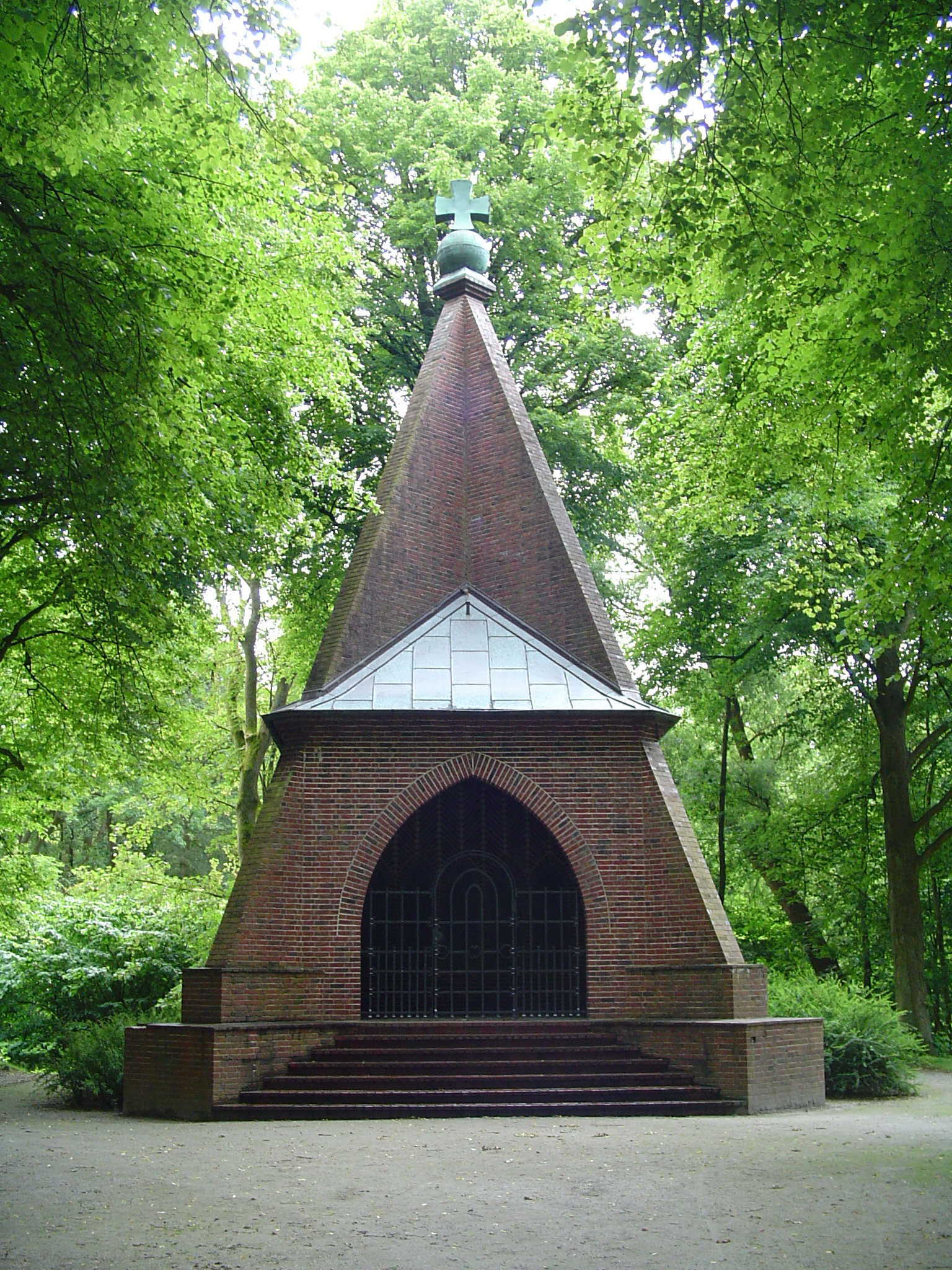
Kriegerehrenmal

### Kriegerehrenmal
Das Kriegerehrenmal Schlosspark Ritzebüttel stammt von 1932. Es wurde vom damaligen Stadtbaurat Carl Jung entworfen und dient dem Gedenken an die Gefallenen des Ersten Weltkrieges. Architektonisch ähnelt es der Kugelbake.

### Toranlage
Dreigeteilte Toranlage mit vier Backsteinpfeilern, bekrönt von pyramidenförmigen Sandsteinaufsätzen. Außen zwei schmalere Durchgänge, innen das Einfahrtstor, alle schmiedeeisern.

### Burggräben

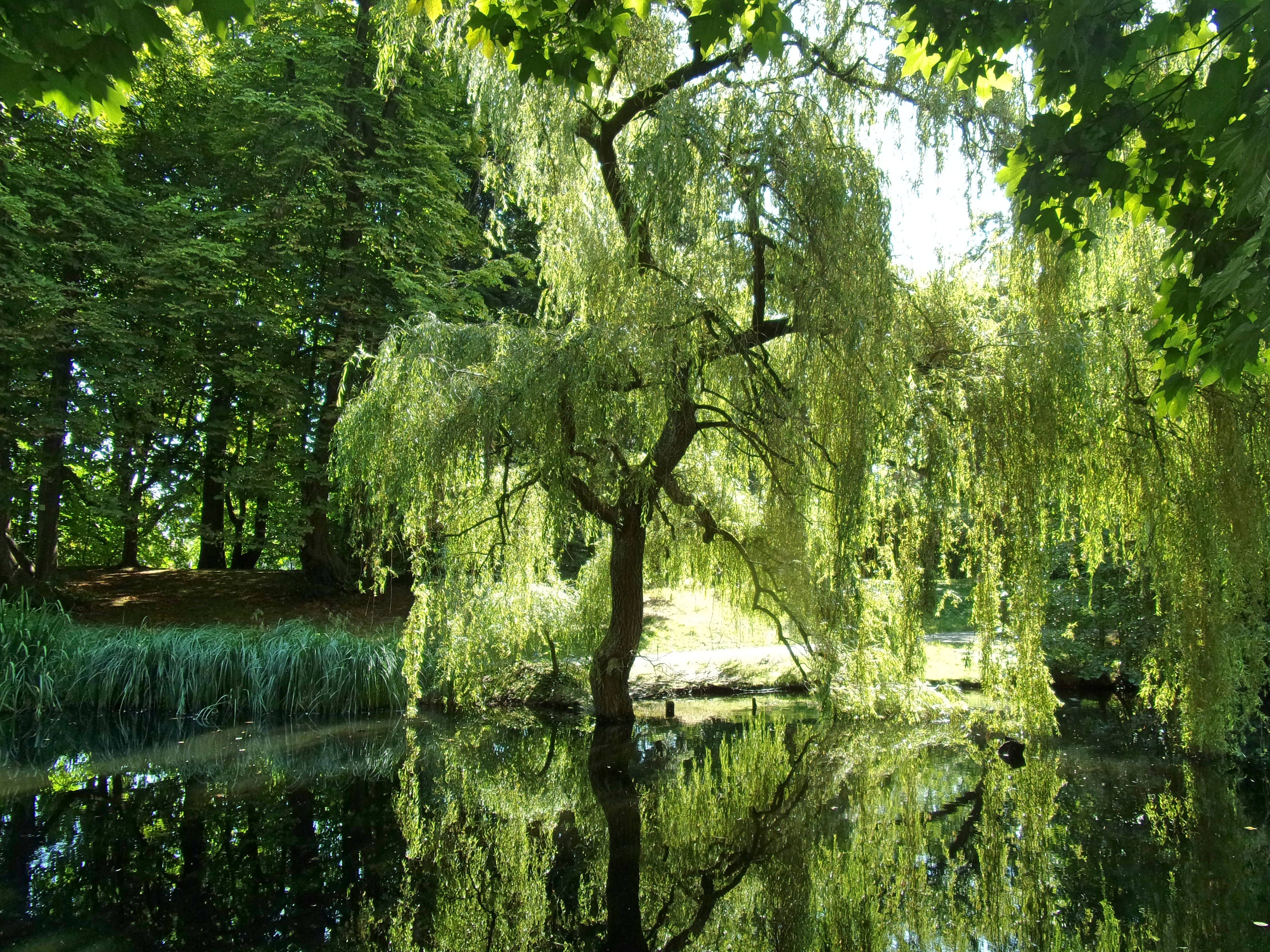
Innerer Burggraben

- Äußerer Burggräben für die gesamte Schlossanlage mit Park umfassend. Teil der ehemaligen Befestigungsanlage.
- Innerer Burggraben östlich, südlich und westlich des Schlosses. Teil der ehemaligen Befestigungsanlage.